# Estación Caribe (Metro de Medellín)
La Estación Caribe es la sexta estación del Metro de Medellín de norte a sur, presta servicio a las líneas A, y O y se encuentra en la parte septentrional del municipio de Medellín, siendo la tercera estación del metro dentro del territorio del distrito el cual posee la mayor cantidad de estaciones dentro del área metropolitana. La interconexión desde esta estación hasta la parada Caribe del sistema Metroplús se realiza a pie saliendo de esta estación hasta la homónima del sistema de buses eléctricos.
Es una de las estaciones con una gran movilización de gente debido a que está contigua a la terminal de transporte intermunicipal Mariano Ospina Pérez de Medellín. En dicha terminal norte se reúnen todas las rutas de transporte intermunicipal e interdepartamental que conducen al norte del Departamento de Antioquia, al Litoral Caribe de Colombia, hacia Bogotá y al Oriente de Antioquia.
De la estación parte un puente peatonal directo hacia la terminal Mariano Ospina Pérez y hacia el acopio de rutas urbanas que llevan principalmente hacia los barrios de Castilla, Robledo y Caribe en la zona noroccidental de la ciudad. Otro puente peatonal hacia el oriente conduce al sector de Moravia.
La Estación lleva el nombre del cercano barrio ubicado al suroccidente de la estación, el barrio Caribe. Fue construida en una zona que en el pasado era una de las más deprimidas de la ciudad, conocida como El Basurero con la intención de rescatar el área.

## Diagrama de la estación
| NIVEL 2          |                                                                                               |                  |
| Salida / Entrada |                                                                                               | Salida / Entrada |
|                  |                                                                                               |                  |
| SUELO            |                                                                                               |                  |
| Norte            | → hacia Estación Suramericana (Terminal) ← hacia Estación Tricentenario (Estación Niquía)     | Sur              |
|                  | Plataforma central, las puertas se abren a la derecha y a la izquierda                        |                  |
| Norte            | → hacia Estación Universidad (Estación La Estrella ) → hacia Estación Suramericana (Terminal) | Sur              |
|                  |                                                                                               |                  |

## Horario
| Horarios de estación                  | Lunes a viernes | Sábado | Domingo y festivos |
| ------------------------------------- | --------------- | ------ | ------------------ |
| Primer tren con dirección Niquía      | 04:35           | 04:35  | 05:06              |
| Primer tren con dirección La Estrella | 04:27           | 04:27  | 04:58              |
| Último tren con dirección Niquía      | 23:11           | 23:11  | 22:28              |
| Último tren con dirección La Estrella | 22:52           | 22:52  | 22:11              |

## Rutas integradas
| RUTA | NOMBRE                 | DESTINO |
| ---- | ---------------------- | ------- |
| 306A | Circular Noroccidental |         |
| 306B | Circular Noroccidental |         |

## Zona de interés
- Terminal de transporte intermunicipal e interdepartamental Mariano Ospina Pérez